# Nationalpark Tingo María

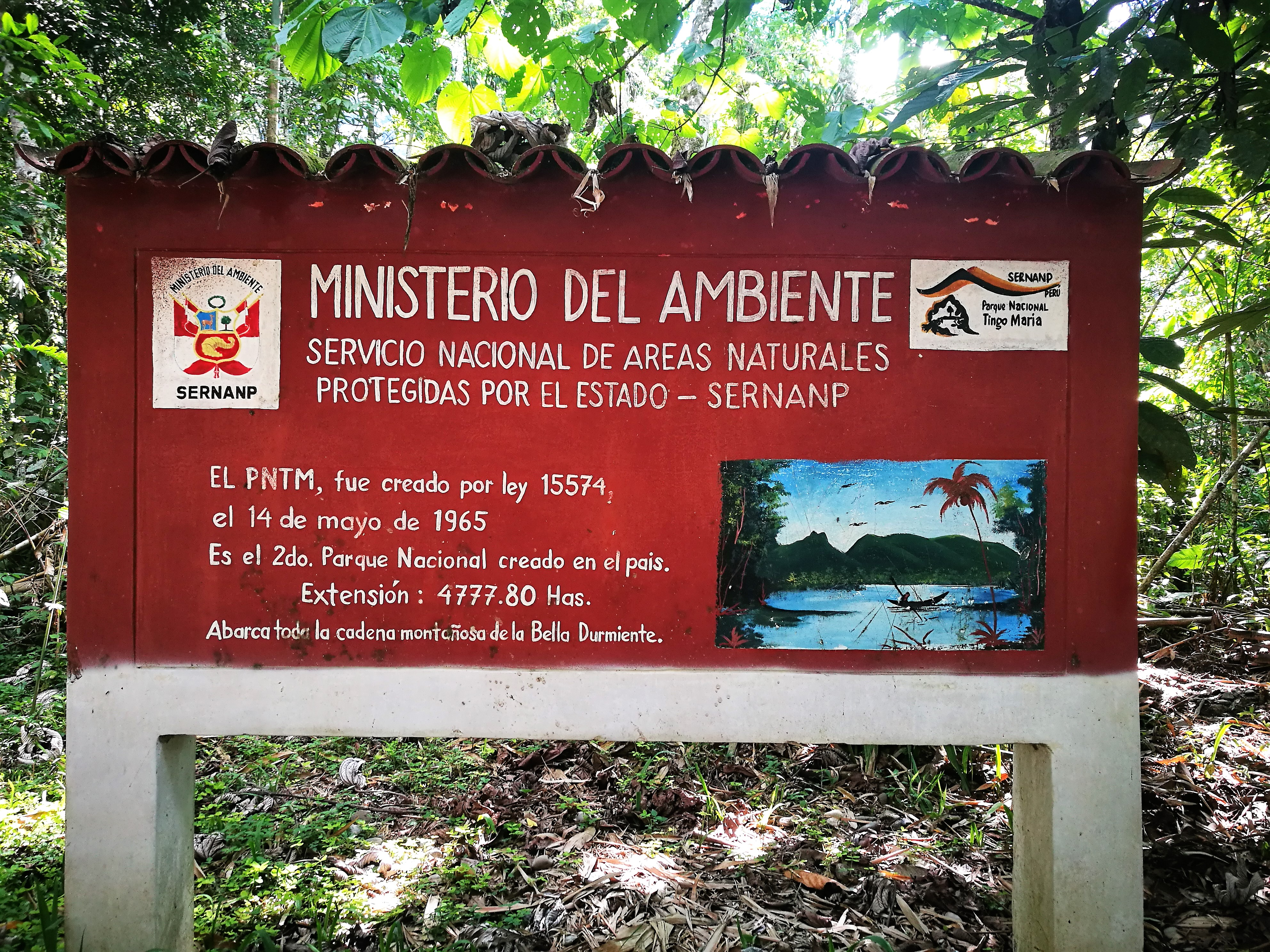
Eingangsschild am Park

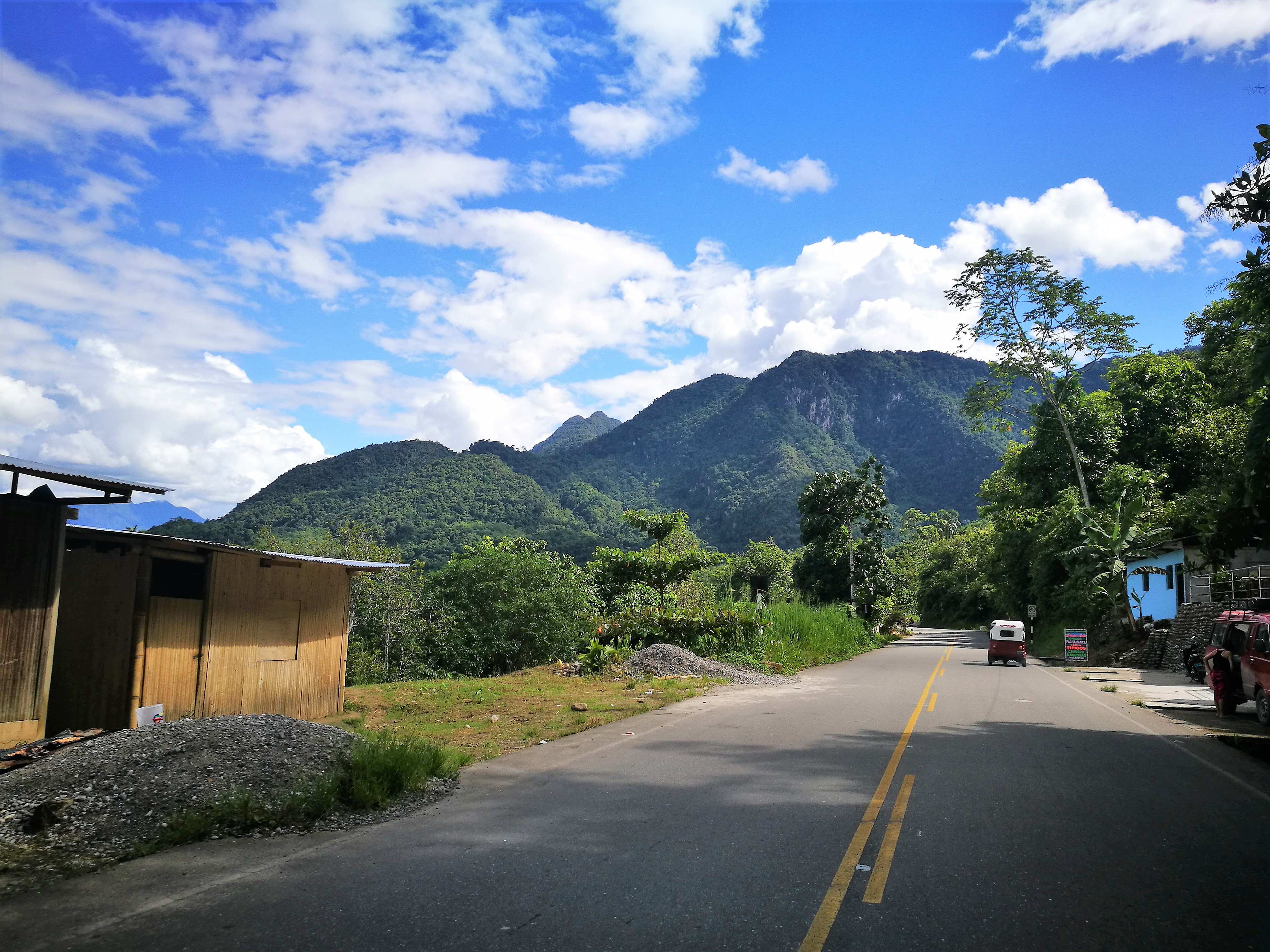
La Bella Durmiente

Der Nationalpark Tingo María, span. Parque Nacional Tingo María, ist ein am 14. Mai 1965 durch das Gesetz Ley Nº 15574 gegründeter Nationalpark im Distrikt Mariano Dámaso Beraún in der Provinz Leoncio Prado in der Region Huánuco in Zentral-Peru.

## Lage
Die Parkgrenze ist im Osten der Río Huallaga, im Norden der Río Monzón, im Westen der Cerro Blanco mit dem Río Oro, sowie im Süden das Tal des Río Santa. Das Gebiet ist gekennzeichnet durch eine Gebirgskette, die sich La Bella Durmiente also „die schlafende Schönheit“ nennt. Ein weiteres geologisches Charakteristikum des Parks ist die so genannte Cueva de las Lechuzas („Höhle der Eulen“), obwohl es sich bei den dort lebenden Vögeln nicht um Eulen, sondern um Fettschwalme (Steatornis caripensis) handelt. Der Parkeingang ist ca. 6,5 Kilometer von Tingo María entfernt.

## Flora und Fauna
Die biologische Vielfalt ist mit zahlreichen Arten enorm.

### Säugetiere
Unter den Säugetierarten im Park sind Flachlandtapir (Tapirus terrestris Linnaeus, 1758), Großmazama (Mazama americana (Erxleben, 1777)), Halsbandpekari (Pecari tajacu (Linnaeus, 1758)), Ozelot (Leopardus pardalis (Linnaeus, 1758)), Bolivianischer Totenkopfaffe (Saimiri boliviensis I. Geoffroy Saint-Hilaire & Blainville, 1834) und Braunrückentamarin (Leontocebus fuscicollis (Spix, 1823)) heimisch. Des Weiteren wurden im Park Anden-Nachtaffe (Aotus miconax Thomas, 1927), Schwarzgesichtklammeraffe (Ateles chamek (Humboldt, 1812)) und Pakarana (Dinomys branickii Peters, 1873), Röhrenlippen-Langnasenfledermaus (Anoura fistulata Muchhala, Mena-Valenzuela &  Albuja, 2005) Andersen-Fruchtvampir (Artibeus anderseni Osgood, 1916), Salvin-Großaugenfledermaus (Chiroderma salvini Dobson, 1878), Weißkehl-Rundohrblattnase (Lophostoma silvicolum (d’Orbigny, 1836)) und Micronycteris hirsuta (Peters, 1869) nachgewiesen.

### Vögel
Unter den mindestens 178 Vogelarten, die im Park leben, findet man den Andenfelsenhahn (Rupicola peruvianus (Latham, 1790)), Königsgeier (Sarcoramphus papa (Linnaeus, 1758)), Amazonasmotmot (Momotus momota (Linnaeus, 1766)). Außerdem sind Fettschwalm (Steatornis caripensis von Humboldt, 1817) und Schwarzbauchtangare (Ramphocelus melanogaster (Swainson, 1838)) ebenfalls im Park zu finden.

### Pflanzen
Die Flora ist typisch für Hochwald, der durch feuchten Nebelwald in Höhen um 1800 Metern charakterisiert ist. In vielen Bereichen ist der Wald kleinwüchsig. Die Bäume sind, bedingt durch die Feuchtigkeit, von Pflanzen, Moosen und Farnen bedeckt. Man findet hier Brasilianische Zeder (Cedrela fissilis), die Mimosengewächsart Cedrelinga cateniformis, die Lorbeergewächsart Ocotea longifolia oder den Rötegewächseart Calycophyllum multiflorum. Von Juni bis Dezember ist die beste Zeit, um Heilpflanzen und Orchideen zu entdecken.

## Klima
Die Regenzeit ist von Oktober bis April. In dieser Zeit ist der Park nur sehr begrenzt zugänglich. Die jährliche Durchschnittstemperatur ist 24,5 °C.